# Fenek pustynny
Artykuł ten został zgłoszony do umieszczenia na stronie głównej w rubryce „Czy wiesz”.
Pomóż nam go sprawdzić: oceń zgłoszoną nominację.
Fenek pustynny, fenek, lis pustynny (Vulpes zerda) – gatunek drapieżnego ssaka z rodziny psowatych (Canidae). Najmniejszy przedstawiciel swojej rodziny, długość głowy i tułowia 33,3–39,5 cm, masa 0,8–1,87 kg. Cechą charakterystyczną są niezwykle wielkie uszy, zapewniające mu największy stosunek wielkości ucha do długości ciała wśród wszystkich psowatych. Umaszczenie piaskowe, kremowe, niekiedy jasnopłowe, czerwone czy szare. Monotypowy. Wiedzie nocny tryb życia na suchych i pustynnych terenach północnej Afryki. Żyje w grupach rodzinnych. Poluje na drobną zdobycz, jest wszystkożerny. Nie grozi mu wyginięcie.

## Budowa

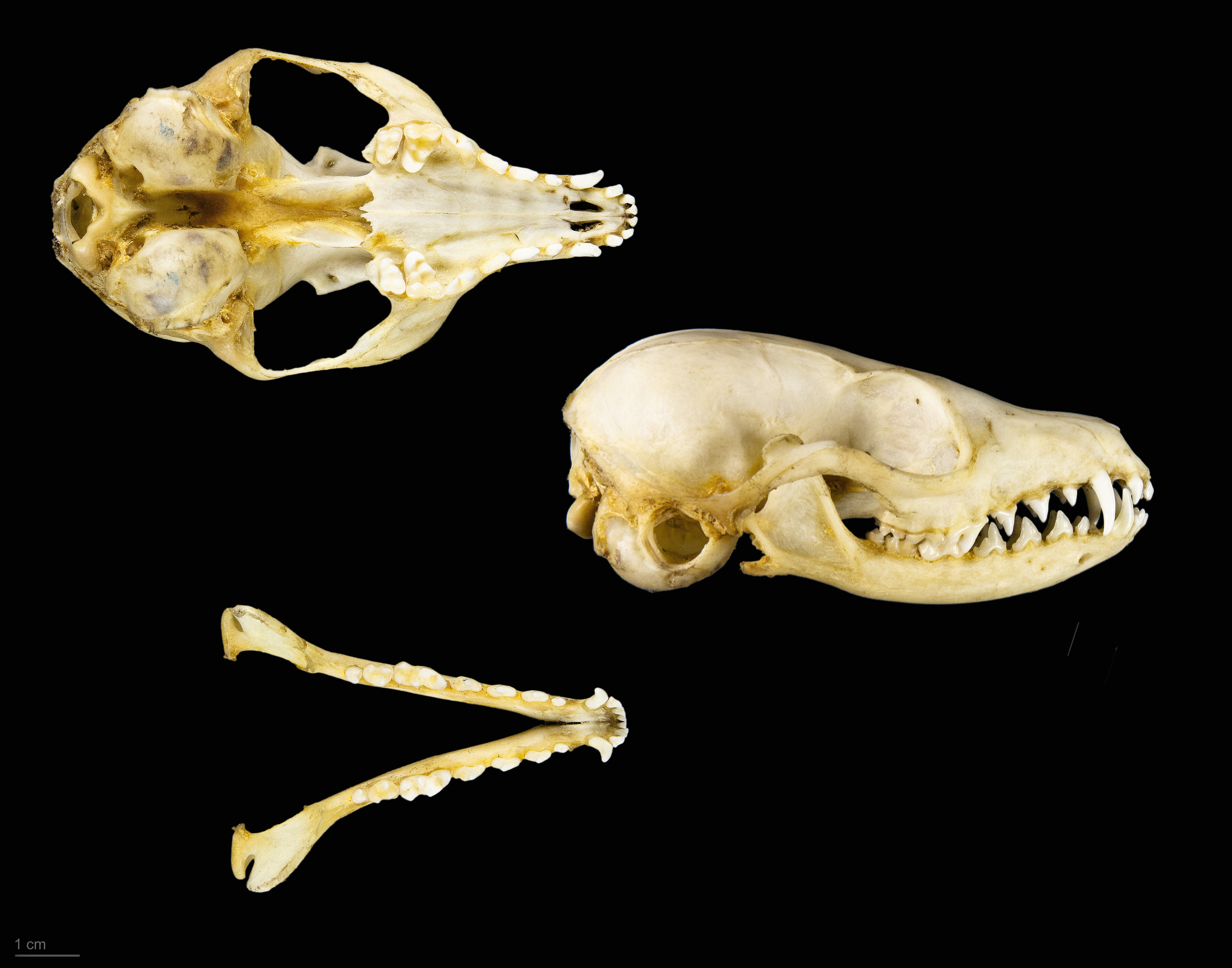
Kości fenka pustynnego

Długość głowy i tułowia fenka pustynnego wynosi między 33,3 a 39,5 cm. Długość ogona mieści się w przedziale między 12,5 a 25 cm. Ssak ten waży pomiędzy 0,8 a 1,87 kilograma. Czyni to fenka pustynnego najmniejszym z psowatych. Niemniej jednak blisko spokrewniony lis afgański może ważyć jeszcze mniej, od 0,8 do 1,6 kg, przy czym osiąga jednak znacznie większe rozmiary: do 80 cm długości głowy i ciała.
Cechą charakterystyczną fenka są niezwykle wielkie uszy, zapewniające mu największy stosunek wielkości ucha do długości ciała wśród wszystkich psowatych. Pysk z kolei zdaje się smukły i delikatny. Podobne wrażenie nasuwają kończyny zwierzęcia. Rzeczone uszy na grzbiecie są ciemniejsze, po stronie wewnętrznej z kolei białe, takie też są ich skraje. Poniżej znajdują się duże i ciemne oczy. Spod oka biegnie na dół i na zewnątrz ciemna pręga kierująca się ku pyskowi. Czaszka ma typową lisią budowę. Zwraca jednak uwagę bardzo duża bulla tympanica. Wzór zębowy obejmuje 3 siekacze, pojedynczy kieł (te z kolei są niewielkie i wąskie), 4 zęby przedtrzonowe. Każda szczęka obejmuje 2 zęby trzonowe, w połówce z żuchwy tkwią zaś 3 trzonowce. Podobny wzór zębowy obserwuje się u wielu innych psowatych.
Umaszczenie fenka przyjmuje barwy piaskowe i kremowe, niekiedy jasnopłowe, czerwone czy szare. Brzuszna strona ciała jest bledsza niż grzbietowa. Górne części kończyn zabarwione są czerwonawo, piaskowo u osobników z północy Afryki, białawo natomiast u tych żyjących bardziej na południe. Wbrew pozorom futro jest grube i gęste, także na stopach. Grube futro pokrywa także ogon zwierzęcia, cechujący się ciemną plamą w okolicy gruczołu ogonowego oraz ciemnym końcem. Ciemny koniec ogona spotyka się też u innych gatunków lisa jak lis afgański czy lis przylądkowy.
Samica dysponuje 3 parami sutków. 

## Systematyka

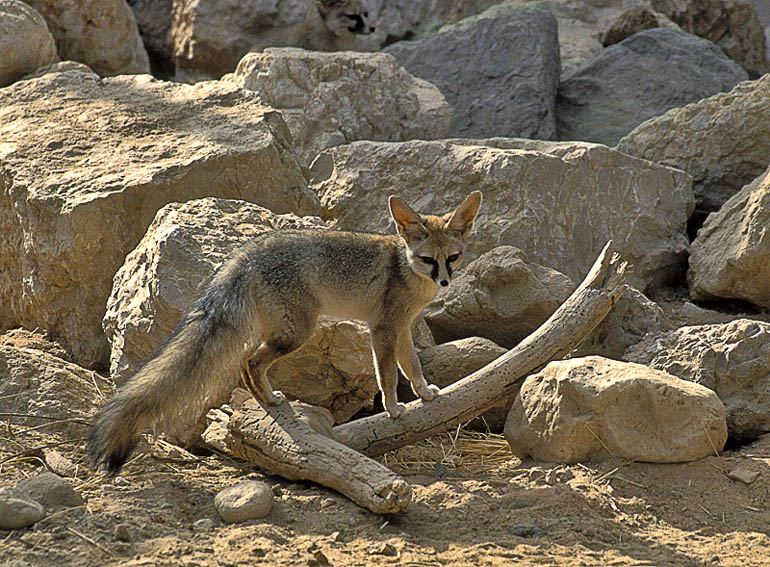
Najbliższy krewny fenka to lis afgański

Gatunek opisany został przez Zimmermanna w 1780 pod nazwą Canis zerda. Zaliczono go więc do rodzaju Canis, czyli po polsku pies, podobnie jak wiele wcześniej opisanych gatunków lisów, czego przykładem jest lis przylądkowy, lis rudy czy lis bengalski. Jako miejsce typowe podano niezbyt dokładnie Saharę.
Część autorów umieszczała zwierzę w odrębnym rodzaju Fennecus. Niemniej obecnie umieszcza się go w rodzaju Vulpes, czyli lis. Polskie nazewnictwo ssaków świata, odwołując się do wspomnianej nazwy, proponuje jednak miano fenek pustynny. Najbliższym krewnym fenka jest lis afgański.
Niegdyś opisywano 2 podtaksony zaaarensis i saarensis, uznawane za synonimiczne. Obecnie nie wyróżnia się żadnych podgatunków fenka pustynnego.

## Tryb życia
Fenek pustynny wiedzie nocny tryb życia. Pewną aktywność prowadzi także zmierzchem i rankiem, szczególnie na południu Maroka w zimie.
Zwierzę wydaje się wieść umiarkowanie społeczny tryb życia z podstawową jednostką w postaci pary i ich potomstwa, podobnie jak wiele innych psowatych. Niekiedy zdaje się, że potomstwo z poprzednich roczników pozostaje z rodzicami, jak to czyni wiele innych gatunków psowatych. Często obserwuje się zabawę, także wśród osobników dorosłych. Potrafią one razem odpoczywać. Swe terytorium znaczą moczem, zwłaszcza w czasie rui; potrafią wykazywać agresję.
Zachowanie zwierzęcia, zwłaszcza kopanie i ucieczka, zainspirowały naukowców do stworzenia algorytmu optymalizacyjnego.

## Cykl życiowy
Pomiędzy rujami mija przeciętnie 9,9 miesiąca. Rozród przypada na styczeń i luty. Na 6 dni przed rują srom samicy ulega obrzękowi, zmienia się też skład komórkowy rozmazu pochwy. Na zbadanych 10 ruj w 8 doszło do jednokrotnego współżycia, w 2 pozostałych samiec podjął się tego zadania 2 bądź 3 razy. Para kopuluje, przy czym występuje typowe dla psowatych zakleszczenie. Trwa ono wyjątkowo długo – aż 165 minut (wedle innych danych średnia to 118 minut). W następstwie współżycia samica zachodzi w ciążę trwającą od 50 do 52 dni. Rodzi w marcu bądź kwietniu. Na świat wydaje od jednego do 4 szczeniąt. Ssą one mleko matki od 61 do 70 dni. Początkowo przebywają w wygrzebanej w piasku norze, a niekiedy wśród roślin takich jak Calligonum comosum czy Aristida pungens. Obserwowano wielkie, przypominające labirynt jamy w bardziej trwałych glebach. Niekiedy jest aż 15 wyjść, a nora obejmuje aż 120 m². Tak skomplikowanych nor nie daje się budować w miękkim, zapadającym się piasku – tam nory są małe i proste, z jednym wejściem i pojedynczym tunelem wiodącym do komory, gdzie znajdują się młode. Osobniki z poprzednich roczników mogą zostawać z rodzicami po narodzeniu się kolejnego miotu. Do rozrodu fenek pustynny przystępuje po raz pierwszy w wieku między 9 miesiącami a jednym rokiem.

## Rozmieszczenie geograficzne
Występuje na suchych i pustynnych terenach Półwyspu Arabskiego, Synaju i północnej Afryki. Na południu sięga 14°N. Zasiedla następujące kraje: Algierię, Czad, Egipt (w tym Synaj), Libię, Mali, Mauretanię, Maroko, Niger, Saharę Zachodnią, Sudan i Tunezję. Niewyjaśniona pozostaje kwestia bytności fenka na Półwyspie Arabskim, gdzie występuje lis piaskowy i to on może pozostawiać ślady podobne do fenkowych. Aczkolwiek pewne osobniki muzealne sprowadzono z Kuwejtu i Iraku, istnieją też zdjęcia z Arabii Saudyjskiej, jednak z siedlisk bardziej typowych dla lisa afgańskiego.

## Ekologia

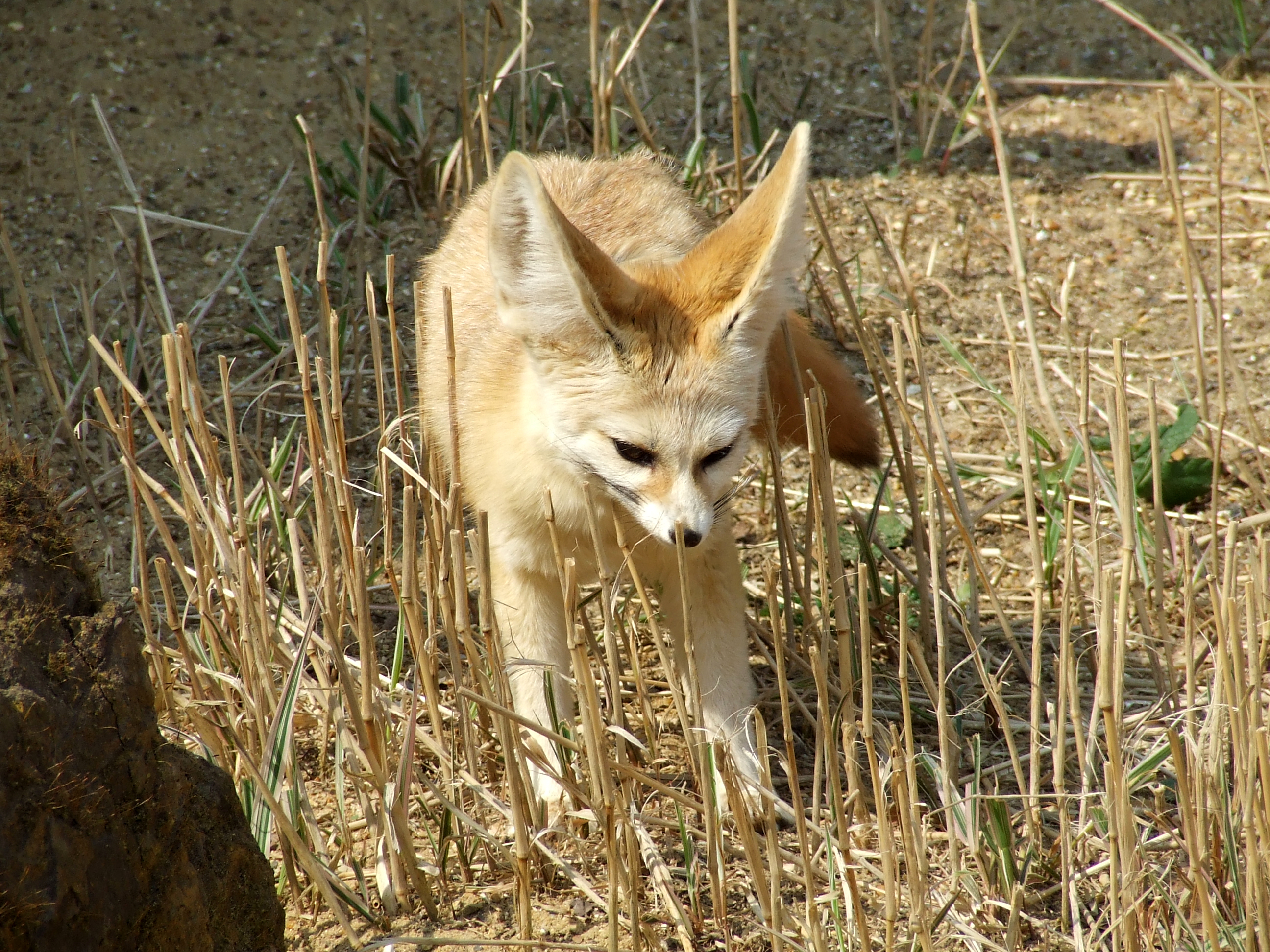
Siedlisko fenka to pustynie i półpustynie, niekiedy porośnięte rzadką roślinnością

Siedlisko fenka to bardzo suche tereny, pustynie i półpustynie, przede wszystkim pustynie piaszczyste. Preferuje on zwłaszcza stabilne piaskowe wydmy. Zamieszkuje także porośnięte nieznaczną roślinnością wydmy piaskowe blisko wybrzeża Atlantyku. Tereny na północy zasięgu jego występowania cechują się rocznym opadem poniżej 100 mm. Te na południu zaś są nieco mniej suche, opad sięgać może 300 mm. Te suche, piaszczyste wzgórza porasta rzadka roślinność w rodzaju Aristida, cibora, Cornulaca monacantha, Ephedra aleata na większych wydmach, natomiast parolist, Panicum turgidum, a niekiedy akacja i Capparis decidua na mniejszych. Sięga terenów przybrzeżnych. Dolna granica zasięgu występowania to poziom morza. Na swych terenach zdaje się fenek występować pospolicie, jedyne zniknięcie miało miejsce w latach 60. w 4 miejscach marokańskiej Sahary w pobliżu osiedli człowieka rozumnego. Niemniej na południu Maroka fenka spotyka się często, a w Czadzie był on nawet najczęściej obserwowanym gatunkiem. Obserwowany także często w Nigrze. Bywa jedynym przedstawicielem swej rodziny zamieszkującym wielkie piaskowe wydmy, tolerując bardziej suche od swych krewnych obszary o wyższych temperaturach i kopiąc w bardziej piaszczystym podłożu; na mniejszych piaskowych wzgórzach występują z nim sympatrycznie szakal złocisty i lis piaskowy.
Jak większość psowatych, fenek pustynny jest wszystkożercą. Poluje na niewielką zdobycz, m.in. owady, niewielkie gryzonie, jak podskoczek egipski, suwak, myszoskoczka, gekony, jak Stenodacylus, scynkowate, jak Scincus albifasciatus, inne jaszczurki, jak Acanthodactylus, ptaki jak skowronki i stepówki oraz ich jaja. Poluje samotnie. Nie stosuje typowej dla większości lisów metody wyskoku umożliwiającego złapanie podskakującemu lisowi uskakującej zdobyczy. Prędzej kopie, by znaleźć owady i mniejsze kręgowce. Dietę swą uzupełnia owocami i bulwami. Pozyskane pożywienie chowa, zagrzebując je w ziemi. Chowanie nadmiaru żywności to również zachowanie typowe dla psowatych.

## Zagrożenia i ochrona

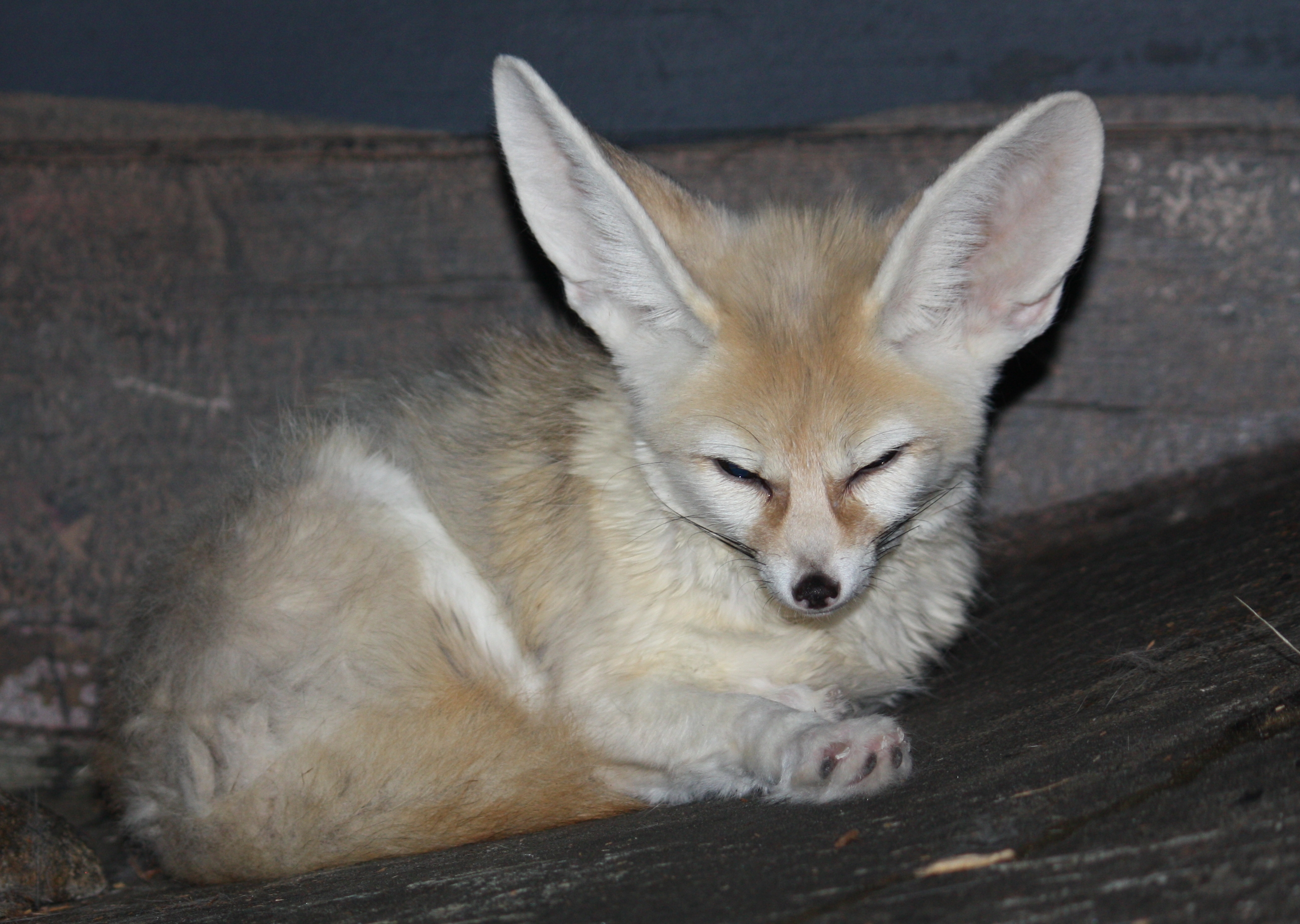
Fenka hoduje się w ogrodach zoologicznych, tutaj w Zoo w Cincinnati

Trend populacyjny fenka pustynnego jest stabilny. Międzynarodowa Unia Ochrony Przyrody (IUCN) uznaje go za gatunek najmniejszej troski. Gatunek rozpoznała wpierw w 1990, jednak w tej i kolejnych ocenach w 1994, 1996 i 2004 uznała, że nie dysponuje informacjami umożliwiającymi dokładniejszą klasyfikację. Dopiero w 2008 gatunek uznano za gatunek najmniejszej troski, co podtrzymano w kolejnej ocenie w 2015. Taką ocenę uzasadnia szeroki zasięg występowania zwierzęcia i brak istotnych zagrożeń. Niemniej zwierzę odławia się w pułapki celem handlu, także dla turystów. Ma to miejsce zwłaszcza w Tunezji i Maroku. Schwytany fenek może służyć do robienia sobie zdjęć przez turystów. Niekiedy wykorzystuje się go dla futra. Lokalnie bywa też zjadany. Niektórym populacjom przeszkadzać mogą nowe lub remontowane drogi bądź rozrastające się osiedla ludzkie, a także poszukiwania paliw kopalnych. Niezaznajomiony z człowiekiem fenek nie boi się pojazdów, przez co ginie w wypadkach drogowych. W okolicach siedzib ludzkich notowano już zniknięcia populacji fenka pustynnego.
Fenek pustynny figuruje w załączniku II CITES. Chroni go prawo Egiptu, Tunezji, Algierii i Maroka, wraz z kontrolowanym terytorium Sahary Zachodniej. Zasiedla liczne tereny chronione, m.in. Park Narodowy Ahaggar, Park Narodowy Tasili n’Ajjer, Park Narodowy Banc d’Arguin, Park Narodowy Diawling, Park Narodowy Djebil, Park Narodowy Sanghar, Park Narodowy Irikki czy Park Narodowy Khnifiss. Jest też hodowany w niewoli. W 2014 w ogrodach amerykańskiej organizacji AZA trzymano ponad 150 osobników, w europejskiej EAZA 130, w australijsko-oceańskiej ZAA kilkanaście. W USA i na Bliskim Wschodzie fenki znajdują się też w rękach prywatnych, podczas gdy organizacje zrzeszające zoo prowadzą specjalne programy rozrodcze z uwzględnieniem genetyki populacji.